# Xã Hamlin, Quận McKean, Pennsylvania
Xã Hamlin (tiếng Anh: Hamlin Township) là một xã thuộc quận McKean, tiểu bang Pennsylvania, Hoa Kỳ. Năm 2010, dân số của xã này là 734 người.